# Maschere russe
Maschere russe (You Never Know Women) è un film muto del 1926 diretto da William A. Wellman.

## Trama
Un operaio di un cantiere edile salva la vita di Vera Ianova, sottraendola all'ultimo istante da un pesante carico che stava per caderle in testa. La donna perde i sensi, e quando li riacquista il primo volto che vede non è quello del suo salvatore, ma del bel gagà milionario Eugene Foster, che passava di lì per caso e che – con tipica arroganza – l'aveva raccolta esanime dalle braccia dell'operaio, esautorato con noncuranza, in modo da farsi passare per il suo paladino. E Vera pare crederci: da quel momento ella si sente in qualche modo attratta dall'uomo che (crede) l'aveva strappata alla morte.
Vera fa parte della compagnia circense russa Ianova-Norodin, che si esibiva in un teatro della città, la cui platea, le cui quinte e i cui camerini frequenta assiduamente, da allora, Foster, nel tentativo assicurarsi le grazie della donna. All'inizio di ogni spettacolo ogni membro della troupe, all'alzata del sipario, si toglieva le maschere e mostrava al pubblico il suo vero volto sorridente (peraltro truccato in modo uguale alle maschere che indossava). Ivan Norodin era specializzato in pericolosi numeri acrobatici à-la-Houdini, ed amava sinceramente Vera: lei però non se ne era precisamente accorta, era confusa riguardo ai propri sentimenti – ancor di più da quando Foster era entrato nella sua vita – e riteneva di volergli bene, sì, ma come a un fratello. Questa considerazione Vera l'aveva espressa ad alta voce a Foster, mentre Ivan, in disparte, aveva udito tutto.
Si mettono a punto nuovi numeri per lo spettacolo. Oltre al consueta porta con doppio fondo girevole per la sparizione di Vera, Ivan prepara per sé una performance estrema: verrà chiuso, incatenato, in una cassa munita di fori, gettata nei profondi fondali del porto, dai quali egli dovrà liberarsi. Prima del debutto del nuovo numero Ivan saluta in modo accorato i compagni dell'équipe teatrale, diversi dei quali sono convinti che egli abbia intenzione di togliersi la vita per la delusione amorosa, e non emergere più dai flutti. La cassa contenente Ivan viene gettata in acqua, e quando, dopo considerevole tempo, Ivan non compare in superficie, il panico si diffonde, e molti si abbandonano a comportamenti inconsueti: alcuni si tuffano in un disperato tentativo di salvarlo, i primi soccorsi, egualmente, accorrono, c'è anche un componente della compagnia teatrale che curiosamente si tiene nascosto sotto i moli di legno su una barchetta. Niente da fare: di Ivan non c'è più traccia.
E, si sa, "the show must go on". Quando però, all'inizio del successivo spettacolo gli artisti, come da routine, si tolgono le maschere, i loro volti non sono sorridenti ma tristi, ciascuno dolente per il recente lutto. Foster – rifiutato da Vera, che si è finalmente resa conto, anche se troppo tardi, dei propri sentimenti - fa le condoglianze alla donna, ma fa in modo di trovarsi, dopo l'esibizione, solo con lei nel buio teatro deserto dopo la chiusura, nella cui spettrale atmosfera egli le dà la caccia con l'intenzione di violentarla. Dopo vari inseguimenti, Vera si nasconde nel doppio fondo girevole: Foster si avvicina, il marchingegno ruota, Vera sparisce alla vista, ma sull'altra parte della piattaforma appare Ivan, vivo e vegeto. D'accordo con lui, il suo compagno che stava sulla barchetta l'aveva issato a bordo – dopo una auto-liberazione dai vincoli perfettamente riuscita - all'insaputa di tutti. Foster, braccato, esce ignominosamente di scena.
Ivan si era sempre reso conto dello stato di indecisione sentimentale in cui versava Vera, ed intendeva, facendosi credere morto e quindi fuori dal quadro, facilitarle la scelta e fornirle la possibilità di chiarire la propria posizione sentimentale. Ed è solo allora che Ivan apprende che la scelta di Vera cade su di lui.

## Produzione
Il film fu prodotto dalla Famous Players-Lasky Corporation

## Distribuzione
Distribuito dalla Paramount Pictures, il film - presentato da Adolph Zukor e da Jesse L. Lasky - uscì nelle sale cinematografiche USA il 20 settembre 1926.
In Italia venne distribuito nel 1927. È stato proiettato al festival Il cinema ritrovato a Bologna il 29 giugno 2014.
Una copia della pellicola (positivo 35 mm) viene conservata negli archivi della Library of Congress.